# Mikołaj Sapieha (1779-1843)
Pour les articles homonymes, voir Sapieha.
Mikołaj Sapieha (né en 1779 – mort le 23 novembre 1843 à Tomachpil), membre de la noble famille Sapieha.

## Biographie
Mikołaj Sapieha est le fils de Franciszek Ksawery Sapieha et de Teresa Suffczyńska.

## Mariage et descendance
Il épouse Idalia Potocka qui lui donne pour enfants :
- Pelagia ;
- Teresa ;
- Idalia.